# Keith Reynolds (Radsportler, 1963)
Keith Reynolds (* 25. Dezember 1963 in Solihull) ist ein ehemaliger britischer Radrennfahrer.

## Sportliche Laufbahn
Reynolds war im Straßenradsport und im Bahnradsport aktiv. Er war Teilnehmer der Olympischen Sommerspiele 1984 in Los Angeles. Im Mannschaftszeitfahren kam der britische Vier mit Darryl Webster, Steven Poulter, Keith Reynolds und Peter Sanders auf den 8. Rang.
Reynolds gewann er eine Reihe britischer Eintagesrennen, Einzelzeitfahren und Kriterien. 1982 wurde er mit Ian Cammish, Sandy Gilchrist und Tony Mayer nationaler Meister im Mannschaftszeitfahren. Im Bergzeitfahren wurde er Vize-Meister. 1983 verteidigte er den Titel im Mannschaftszeitfahren mit Ian Cammish, Eddie Adkins und Tony Mayer.
Bei den Commonwealth Games 1986 holte er mit dem Straßenvierer Englands gemeinsam mit Alan Gornall, Deno Davie und Paul Curran die Goldmedaille im Mannschaftszeitfahren. In der Tour de Normandie kam er hinter dem Sieger Nentscho Stajkow auf den 3. Platz.
Von 1987 bis 1995 war er als Berufsfahrer aktiv. Im Milk Race 1988 wurde er beim Sieg von Wassyl Schdanow Dritter der Gesamtwertung und gewann zwei Etappen der Rundfahrt. 1989 holte er drei Etappensiege in der Herald Sun Tour. 1990 siegte Reynolds in der Tour of Lancashire und auf einer Etappe der Tour of Amerika. 1991 wurde er Vize-Meister im Straßenrennen hinter Brian Smith. Im Eintagesrennen Lincoln Grand Prix sowie im Etappenrennen Girven3-day konnte er 1993 den Sieg holen. 1996 bestritt er die Internationale Friedensfahrt und belegte in dem Etappenrennen den 63. Rang.
Auf der Bahn wurde er 1983 Dritter der nationalen Meisterschaft in der Einerverfolgung.